# Parti démocratique (Chine)
Pour les articles homonymes, voir Parti démocratique.
Le parti démocratique (民主黨) est un éphémère parti politique qui existe en Chine de 1912 à 1913.

## Histoire
Le parti est fondé par plusieurs groupes de politiciens du mouvement constitutionnel de la fin de la dynastie Qing le 27 septembre 1912 à Pékin après la fusion du parti nationaliste (Kuomintang) et du parti républicain. Tang Hualong en devient le premier président mais Liang Qichao en est le chef réel. La faction radicale se sépare du parti après que celui-ci ait approuvé les accords russo-mongols du 3 novembre 1912.
Sous Liang Qichao, le parti démocratique, le parti de l'Unité, et le parti républicain fusionnent pour former le parti progressiste le 29 mai 1913 qui devient le porte-parole du parti pro-Yuan Shikai à l'Assemblée nationale.